# 茂兰原矛头蝮
茂兰原矛头蝮（学名：Protobothrops maolanensis），一种分布于中国贵州茂兰国家级自然保护区和广西弄岗国家级自然保护区的毒蛇，隶属于蝰科原矛头蝮属。其种加词“maolanensis”意为“贵州荔波县茂兰镇的”。

## 形态特征
茂兰原矛头蝮背部灰棕色，具有深棕色横斑；腹部灰色，两侧具有浅棕色不规则斑点。头部眼后有一条暗褐色细纹，向后延伸至颞部。

## 保护
本种于2023年被收录入《有重要生态、科学、社会价值的陆生野生动物名录》。